# Останній козир
«Останній козир» (фр. Dernier Atout) — французький кримінальний фільм 1942 року, поставлений режисером Жаком Беккером.

## Сюжет
Дія фільму відбувається у 1940 році в місті Карікаль, столиці вигаданої південноамериканської країни. На випускному іспиті поліцейської школи Монтес (Жорж Роллен) і Кларенс (Реймон Руло) отримують однакові бали. Наскільки Монтес симпатичний усім своїм товаришам, настільки ж Кларенс дратує їх своєю самовпевненістю, пихою і зухвалою безпечністю. Щоб розібратися між собою, вони просять директора школи доручити їм одну кримінальну справу. І ось вони удвох розслідують вбивство пана Коллінза, здійснене в готелі «Вавилонія». Горезвісний Коллінз ― не хто інший, як Тоні Аманіто (Гастон Модо), названий в США ворогом держави № 1. Монтес швидко отримує свідчення вдови, що зізнається у вбивстві. На цьому розслідування і закінчилося б, адже Монтес і без того найкращий випускник, якби обидва суперники не відчували, що вдова, знаменита «Жінка в перлах» — не справжня вбивця. Вони домовляються разом розгадати цю таємницю.
Кларенс, який знайшов 200 000 доларів, що належали Аманіто, викрадений бандою Руді Скора (П'єр Ренуар), колишнього спільника Аманіто, якого той пізніше зрадив. Кларенс дізнається, що Аманіто убила людина Руді Скора. Але Руді цікавить передусім одне: повернути собі здобич Аманіто, на яку він пред'являє права. Річ у тому, що 200 000 доларів — лише половина суми. Кларенс, що з розрахунку залицяється до сестри Руді Скора Белли (Мірей Бален), робить вигляд, що хоче вступити в банду і отримати право на свою частку. Руді заволодіває другою половиною здобичі — кольє з перлин, що належить вдові Аманіто, яку тим часом відпустили з поліції, встановивши за нею стеження. Але бандити її вбивають.
Кларенс спілкується з Монтесом і з поліцією по телефонній лінії Скора, підключеної до гучномовця. Скор розгадує цей маневр і збирається розправитися з Кларенсом, якого в останню секунду рятують товариші. Після автомобільної погоні, що завершилася в тунелі, Руди Скор гине, а Кларенс отримує легке поранення. Директор вирішує ввести в поліцейській школі нову традицію: відтепер у кожному випуску буде двоє найкращих учнів.

## У ролях
| Мірей Бален  | ···· | Белла Скоре |
| Реймон Руло  | ···· | Кларенс     |
| П'єр Ренуар  | ···· | Руді Скор   |
| Жорж Роллен  | ···· | Монтес      |
| Ноель Роквер | ···· | Гонзалес    |

| Катрін Кейре | ···· | Перл         |
| Гастон Модо  | ···· | Тоні Аманіто |
| Моріс Баке   | ···· | Мікі         |
| Жан Дебюкур  | ···· | Тома         |
| Роже Блен    | ···· | аспірант     |